# Liste der Monuments historiques in Aillevans
Die Liste der Monuments historiques in Aillevans führt die Monuments historiques in der französischen Gemeinde Aillevans auf.

## Liste der Immobilien
| Bezeichnung          | Beschreibung      | Standort                     | Kennzeichnung | Schutzstatus | Datum | Bild           |
| -------------------- | ----------------- | ---------------------------- | ------------- | ------------ | ----- | -------------- |
| Bauernhof            | bezeichnet 1764   | 23 Grande-Rue (Lage)         | PA00135343    | Inscrit      | 1995  | weitere Bilder |
| Dolmen von Aillevans | jungsteinzeitlich | südwestlich des Ortes (Lage) | PA00102104    | Classé       | 1979  | weitere Bilder |

## Liste der Objekte
| Bezeichnung             | Beschreibung | Standort                        | Kennzeichnung | Schutzstatus | Datum | Bild |
| ----------------------- | --- | ------------------------------- | ------------- | ------------ | ----- | ---- |
| Hauptaltar              | Altartisch, Tabernakel, drei Gemälde und sechs Altarleuchter; Holz, farbig gefasst und vergoldet, Ölfarbe auf Holz, Metall, erste Hälfte des 19. Jahrhunderts | in der Kirche St-Nazaire (Lage) | PM70001950    | Inscrit      | 1997  |      |
| Gemälde Heilige Barbara | Ölfarbe auf Leinwand, 19. Jahrhundert | in der Kirche St-Nazaire (Lage) | PM70001951    | Inscrit      | 1997  |      |
| Linker Seitenaltar      | Altartisch, Tabernakel und Retabel; Holz, farbig gefasst und vergoldet, 18. und 19. Jahrhundert                                                               | in der Kirche St-Nazaire (Lage) | PM70001952    | Inscrit      | 1997  |      |
| Glocke                  | Bronze, 1670 gegossen | in der Kirche St-Nazaire (Lage) | PM70000009    | Classé       | 1912  |      |